# The Maccabees
The Maccabees est un groupe de rock indépendant britannique, originaire du South London, à Londres, en Angleterre. Formé en 2004, il est composé d'Orlando Weeks au chant, d'Hugo Harry William White à la guitare, de Felix White à la guitare et au chant, de Rupert Jarvis à la basse et de Sam Doyle à la batterie. Depuis 2010, ils sont accompagnés sur scène par Will White au synthétiseur et à l'échantillonneur.
Après deux ans et demi de répétitions et de concerts un peu partout au Royaume-Uni, The Maccabees sort un EP intitulé Toothpaste Kisses avant qu'un premier album studio lui succède en 2007 (Colour It In), publié par le label Fiction Records. Deux autres albums suivent en 2009 (Wall of Arms) et en 2012 (Given to the Wild) sur le même label. Le groupe annonce sa séparation en 2016, et effectue sa tournée d'adieu en 2017. Ils font leur retour, 8 ans après, en 2025, en annonçant un concert unique à Londres et une tournée européenne. 

## Biographie

### Colour It In(2007–2009)

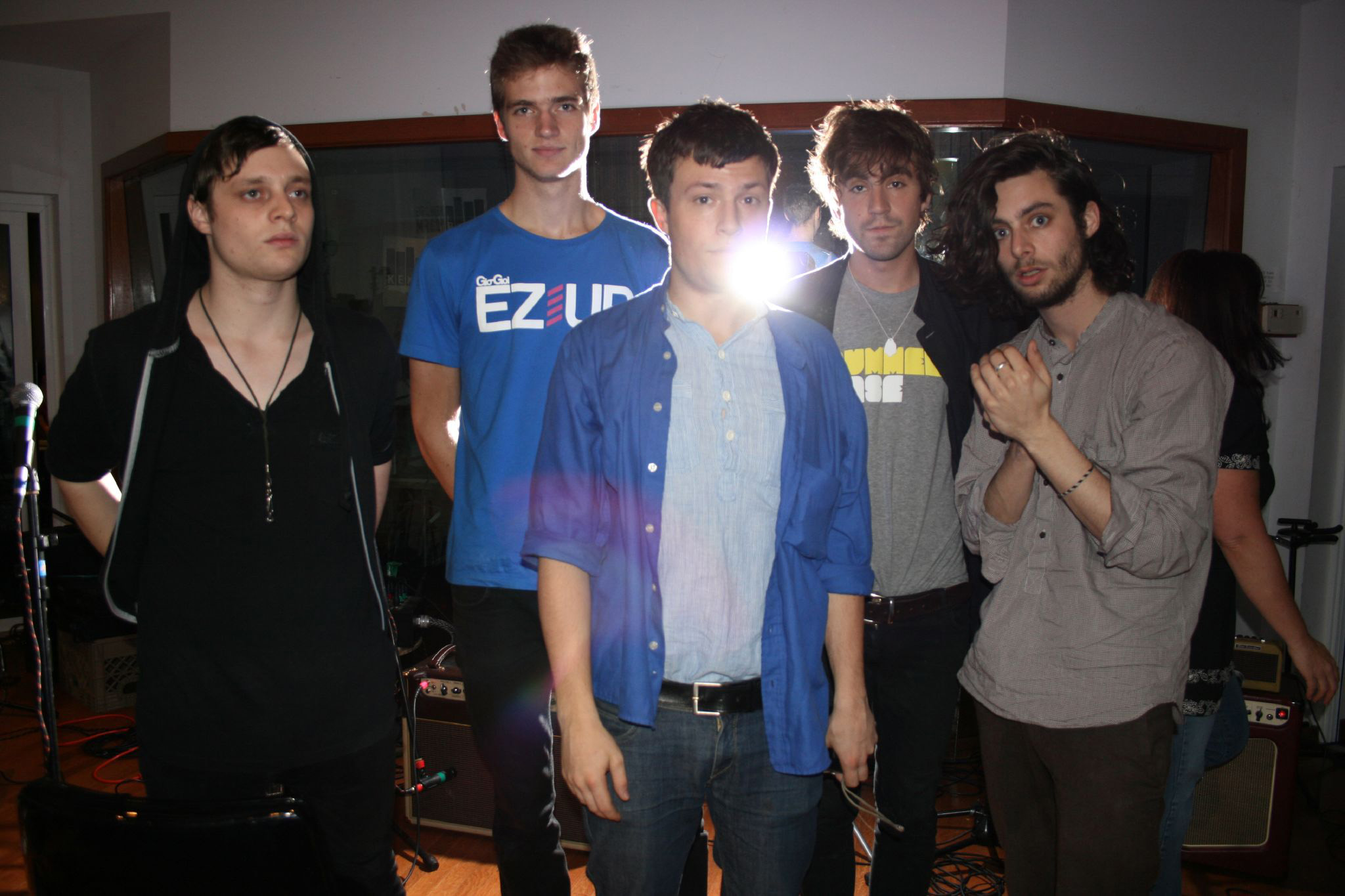
The Maccabees en 2007.

Le nom est trouvé au hasard lors d'une recherche aléatoire dans la Bible. Malgré ce nom à connotation religieuse, aucun des membres n'est pratiquant. D'ailleurs l'athéisme est un thème souvent abordé dans les paroles, notamment sur les chansons All in Your Rows et Wall of Arms.
Leur premier single X-Ray est publié par Promise Records le 28 novembre 2005, ce qui lui permet de passer à la radio le soir sur Xfm London. L'exposition est faible mais ils sortent quand même un deuxième single, Latchmere, en avril 2006 sur le label Fierce Panda Records. Évoquant le Latchmere Leisure Centre de Battersea, la chanson est proposée à l'écoute par Steve Lamacq sur la BBC Radio 1 puis le clip, réalisé par Hugh Frost et Samuel Bebbington, effectue quelques passages sur MTV2 après sa mise en ligne sur YouTube. Grâce à ça, le groupe signe chez Fiction Records. Comme une copie de leur premier album studio, Colour It In, se retrouve sur le site internet du New York Times, ils le rendent également disponible en téléchargement le 16 décembre sur iTunes. La version au format CD ne sort que le 14 mai 2007 au Royaume-Uni et le 22 aux États-Unis. Le single First Love est le premier du groupe à faire son entrée au UK Singles Chart où il s'y classe à la quarantième position. Le single suivant, About Your Dress, s'y classe trente-troisième. L'album, aidé par une critique relativement positive, prend la vingt-quatrième place du classement des ventes britanniques.
Ce succès commercial permet à The Maccabees d'accompagner Bloc Party sur sa tournée américaine. Ils effectuent ensuite quelques dates au Royaume-Uni en octobre 2007 dont la première partie de Maxïmo Park le 13 à la Brixton Academy et un concert à guichets fermés au Roundhouse le 16 à Londres.
En mai 2008, le groupe présente deux nouvelles chansons (No Kind Words et Young Lions) qui figureront sur leur futur opus lors de l'émission In New Music We Trust de Steve Lamacq sur la Radio 1. Quelques morceaux avaient déjà été testés lors de concerts outre-Manche les jours précédents, puis lors des festivals de Londres : l'Offset et l'Underage.

### Wall of Arms(2009–2010)

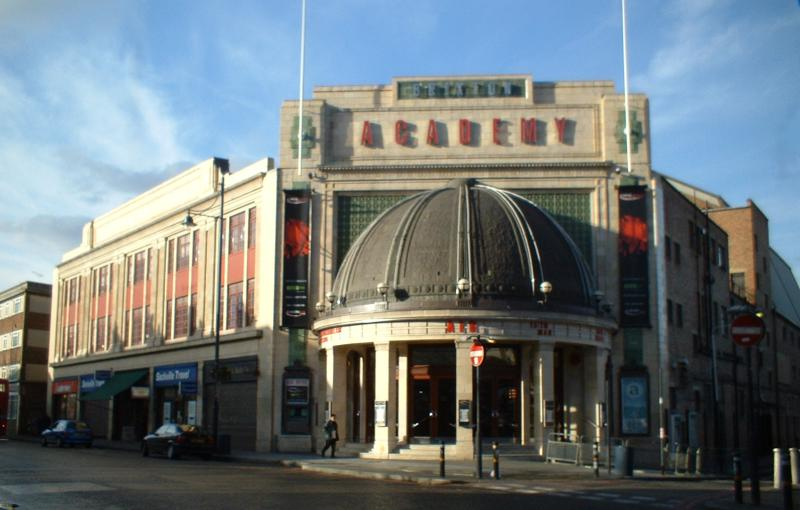
La Carling Brixton Academy, lieu de clôture de la tournée pour l'album Wall of Arms.

Le groupe confirme en février 2009 lors de l'émission de Zane Lowe sur la BBC Radio 1 que Wall of Arms est le titre du prochain album. Peu de temps après cette annonce, le 1er mars, la chanson No Kind Words est mise en ligne gratuitement sur leur site officiel. Mais quinze jours plus tard, Steve Lamacq passe Love You Better sur la Radio 1, laissant supposer qu'il est le premier single physique de l'album. Le 27 mars, le clip du morceau est disponible sur le site clashmusic.com avant que le CD ne soit publié un mois plus tard. Il se classe 36e dans les charts de singles britanniques. La semaine suivante, Wall of Arms est mis en vente et entre directement à la treizième position des classements de ventes. L'accueil qui lui est réservé est bon puisque le NME lui attribue une note de 8/10, tandis que l'Artrocker en fait « l'album n°1 de 2009 » avec It's Blitz! des Yeah Yeah Yeahs.
Le 6 juillet 2009, Can You Give It, troisième et dernier single de l'album, sort avec en face-B, une version de la chanson reprise aux côtés de Dodworth Colliery Band. Le clip associé à la chanson est tourné lors de la Cooper's Hill Cheese-Rolling and Wake, dans le Gloucestershire,. Au cours de l'été, ils jouent dans plusieurs festivals, comme le Glastonbury Festival le 26 juin, le V Festival le 10 juillet et le Reading and Leeds Festivals les 28 et 29 août, et concluent la tournée pour leur second album par un concert à la Brixton Academy le 3 octobre. Au cours de celui-ci, les membres du groupe arrivent au milieu de la foule et font appel à un orchestre de cuivres pour les accompagner sur l'intégralité des chansons de leur deuxième opus et une grande partie du premier. Felix White déclare durant le spectacle que la Brixton Academy est « le meilleur lieu de concert qui existe au monde ». Le Guardian vante la performance de The Maccabees lors de cette soirée.
En novembre, le groupe travaille avec le rappeur Roots Manuva sur une version retravaillée de la chanson No Kind Words. Renommée Empty Vessels pour l'occasion, elle comprend de nouvelles paroles et bien évidemment le chant du rappeur. Zane Lowe en fait la promotion sur la Radio 1 le 11 novembre avant que le single ne soit disponible sur iTunes à partir du 24. The Maccabees accepte ensuite de faire partie du NME Awards Tour pour l'année 2010 aux côtés de Bombay Bicycle Club, The Big Pink et The Drums.

### Given to the Wild(2010–2013)
En août 2010, The Maccabees commence à tester de nouvelles chansons, telles que Child à Brighton le 26 et Forever I've Known aux Reading and Leeds Festivals,. Ces deux nouveaux morceaux laissent penser que le groupe souhaite produire un son plus sombre et plus profond. Après presque un an en studio, le groupe revient sur scène le 8 août 2011 à Portsmouth où ils jouent plusieurs nouvelles chansons.
Le 4 octobre, le groupe annonce sur son blog la sortie de son troisième album, Given to the Wild, pour le 9 janvier 2012. Un mois plus tard, le 15 novembre, le premier single de celui-ci, Pelican, est diffusé par Zane Lowe sur la BBC Radio 1 puis mis en ligne sur YouTube au format audio. Quant à l'album, il reçoit des critiques très favorables puisqu'il obtient un score de 72 % sur Metacritic et se place en quatrième position des ventes d'albums après une semaine au Royaume-Uni, soit le meilleur classement pour un album du groupe.
Le 12 septembre 2012, l'album est nommé pour le Mercury Music Prize. Au début de 2013, le groupe est présent dans plusieurs catégories des NME Awards 2013 : « Meilleur groupe britannique », « Meilleur groupe sur scène » et « Meilleur album » pour Given to the Wild. The Maccabees remporte cette dernière catégorie.

### Marks to Prove It(2014–2017)
En 2013, The Maccabees annoncent au NME la sortie d'un quatrième album au début de 2014. Cependant, en janvier 2014 dans un autre article du NME, le guitariste Felix White explique : « On a commencé au début de 2013. On a été en studio dans l'idée de finir le tout en ce début d'année. Et on a fait que deux morceaux. »
En mars 2015, The Maccabees sont annoncés pour un nouveau single, Marks to Prove It le 11 mai chez Fiction Records. En mai 2015, le groupe confirme que leur nouvel album Marks to Prove It comprendra onze morceaux. L'album est enregistré au studio du groupe à Elephant and Castle et est dédié à cet endroit. Le 18 mai, le groupe annonce la sortie de Marks to Prove It le 31 juillet 2015. Something Like Happiness est publié comme deuxième single ; il est publié en stream le 11 juin, et publié le 31 juillet en parallèle à l'album.
En août 2016, le groupe annonce qu'« après 14 ans, on a décidé de se séparer », et effectue une tournée d'adieu en été 2017,.

## Membres

### Membres actuels
- Orlando Weeks - chant (2004–2017)
- Hugo Harry William White - guitare (2004–2017)
- Felix White - guitare, chant (2004–2017)
- Rupert Jarvis - basse (2004–2017)
- Sam Doyle - batterie (2008–2017)

### Membre live
- Will White - synthétiseur, échantillonneur (2010–2013)

### Ancien membre
- Robert Dylan Thomas – batterie (2004–2008)

## Discographie

### Albums studio
- 2007 : Colour It In (Fiction Records)
- 2009 : Wall of Arms (Fiction Records)
- 2012 : Given to the Wild (Fiction Records)
- 2015 : Marks to Prove It (Fiction Records)